# Recopa Sudamericana 2012
De Recopa Sudamericana 2012 was de 20ste editie van de Zuid-Amerikaanse supercup die jaarlijks gespeeld wordt in het Zuid-Amerikaanse voetbal tussen de winnaars van CONMEBOL competities Copa Libertadores en Copa Sudamericana.

## Gekwalificeerde teams
| Team                 | Kwalificatie                   | Vorige deelnames |
| -------------------- | ------------------------------ | ---------------- |
| Santos               | Winnaar Copa Libertadores 2011 | geen             |
| Universidad de Chile | Winnaar Copa Sudamericana 2011 | geen             |

## Wedstrijdinfo

### 1e wedstrijd
|                           |                      |       |        |                                                                                     |
| 22 augustus 21:00 (UTC−4) | Universidad de Chile | 0 – 0 | Santos | Estadio Nacional, Santiago Toeschouwers: 30.000 Scheidsrechter: Néstor Pitana (ARG) |
| 22 augustus 21:00 (UTC−4) | Verslag              |       |        | Estadio Nacional, Santiago Toeschouwers: 30.000 Scheidsrechter: Néstor Pitana (ARG) |

### 2e wedstrijd
|                            |                              |         |                      |                                                                                |
| 26 september 22:00 (UTC−3) | Santos                       | 2 – 0   | Universidad de Chile | Vila Belmiro, Santos Toeschouwers: 22.400 Scheidsrechter: Martín Vázquez (URU) |
| 26 september 22:00 (UTC−3) | Neymar 27' Bruno Rodrigo 60' | Verslag |                      | Vila Belmiro, Santos Toeschouwers: 22.400 Scheidsrechter: Martín Vázquez (URU) |